# Hai môn phối hợp tại Thế vận hội Mùa đông 2018 - Tiếp sức nam
Nội dung tiếp sức 4 x 7,5 km tiếp sức của hai môn phối hợp tại Thế vận hội Mùa đông 2018 diễn ra vào ngày 23 tháng 2 năm 2018 tại Alpensia Cross-Country Centre ở Pyeongchang, Hàn Quốc.

## Kết quả
Cuộc đua bắt đầu lúc 20:15.
| Hạng | Số áo | Quốc gia                                                                              | Thời gian                                 | Điểm phạt (P+S)                          | Kém     |
| ---- | ----- | ------------------------------------------------------------------------------------- | ----------------------------------------- | ---------------------------------------- | ------- |
| 1    | 3     | Thụy Điển · Peppe Femling · Jesper Nelin · Sebastian Samuelsson · Fredrik Lindström   | 1:15:16.5 18:50.9 18:59.9 18:31.5 18:54.2 | 0+2 0+5 0+0 0+1 0+1 0+3 0+1 0+0 0+0 0+1  | –       |
| 2    | 1     | Na Uy · Lars Helge Birkeland · Tarjei Bø · Johannes Thingnes Bø · Emil Hegle Svendsen | 1:16:12.0 18:48.1 19:17.5 18:16.3 19:50.1 | 0+4 1+8 0+1 0+1 0+3 0+3 0+0 0+1 0+0 1+3  | +55.5   |
| 3    | 4     | Đức · Erik Lesser · Benedikt Doll · Arnd Peiffer · Simon Schempp                      | 1:17:23.6 18:23.6 19:48.2 18:23.8 20:48.0 | 0+3 3+7 0+0 0+1 0+0 2+3 0+0 0+0 0+3 1+3  | +2:07.1 |
| 4    | 8     | Áo · Tobias Eberhard · Simon Eder · Julian Eberhard · Dominik Landertinger            | 1:18:09.0 19:03.6 18:47.4 19:53.9 20:24.1 | 0+2 2+9 0+1 0+2 0+0 0+1 0+1 2+3 0+0 0+3  | +2:52.5 |
| 5    | 2     | Pháp · Simon Desthieux · Émilien Jacquelin · Martin Fourcade · Antonin Guigonnat      | 1:18:43.1 20:12.1 19:06.0 20:01.2 19:23.8 | 0+4 3+8 0+2 2+3 0+0 0+1 0+1 1+3 0+1 0+1  | +3:26.6 |
| 6    | 17    | Hoa Kỳ · Lowell Bailey · Sean Doherty · Tim Burke · Leif Nordgren                     | 1:19:06.7 19:14.2 19:14.0 19:32.5 21:06.0 | 2+6 0+8 0+2 0+2 0+1 0+0 0+0 0+3 2+3 0+3  | +3:50.2 |
| 7    | 11    | Cộng hòa Séc · Ondřej Moravec · Michal Šlesingr · Jaroslav Soukup · Michal Krčmář     | 1:19:23.6 18:58.1 18:36.5 20:40.3 21:08.7 | 0+4 2+9 0+0 0+3 0+1 0+0 0+1 1+3 0+2 1+3  | +4:07.1 |
| 8    | 16    | Belarus · Anton Smolski · Raman Yaliotnau · Sergey Bocharnikov · Vladimir Chepelin    | 1:20:06.0 18:51.4 19:55.8 21:02.4 20:16.4 | 2+6 1+6 0+0 0+1 0+1 1+3 2+3 0+1 0+2 0+1  | +4:49.5 |
| 9    | 9     | Ukraina · Artem Pryma · Serhiy Semenov · Vladimir Semakov · Dmytro Pidruchnyi         | 1:20:17.3 18:47.5 20:19.4 20:55.7 20:14.7 | 0+0 2+9 0+0 0+0 0+0 0+3 0+0 1+3          | +5:00.8 |
| 10   | 10    | Slovenia · Miha Dovžan · Klemen Bauer · Mitja Drinovec · Lenart Oblak                 | 1:20:17.3 19:33.5 19:44.1 20:23.1 20:36.6 | 0+5 1+5 0+0 0+2 0+1 1+3 0+3 0+0 0+1 0+0  | +5:00.8 |
| 11   | 12    | Canada · Christian Gow · Scott Gow · Macx Davies · Brendan Green                      | 1:20:56.8 19:11.8 19:23.3 22:16.0 20:05.7 | 0+4 1+7 0+0 0+3 0+0 0+0 0+3 1+3 0+1 0+1  | +5:40.3 |
| 12   | 5     | Ý · Thomas Bormolini · Lukas Hofer · Giuseppe Montello · Dominik Windisch             | 1:21:35.6 20:03.8 19:00.7 20:37.5 21:53.6 | 1+5 3+11 0+1 0+3 0+1 0+2 0+0 1+3 1+3 2+3 | +6:19.1 |
| 13   | 13    | Estonia · Rene Zahkna · Kalev Ermits · Roland Lessing · Kauri Kõiv                    | 1:22:26.4 19:32.7 20:05.6 21:12.2 21:35.9 | 1+5 2+10 0+2 0+2 0+0 1+3 1+3 0+2 0+0 1+3 | +7:09.9 |
| 14   | 18    | România · George Buta · Remus Faur · Gheorghe Pop · Cornel Puchianu                   | 1:22:51.1 20:32.7 20:16.9 20:25.6 21:35.9 | 0+1 2+7 0+0 0+1 0+0 0+2 0+1 0+1 0+0 2+3  | +7:34.6 |
| 15   | 6     | Thụy Sĩ · Serafin Wiestner · Benjamin Weger · Jeremy Finello · Mario Dolder           | 1:23:06.1 21:30.0 19:17.2 20:22.6 21:56.3 | 2+8 3+11 2+3 0+3 0+3 0+2 0+2 0+3 0+0 3+3 | +7:49.6 |
| 16   | 7     | Bulgaria · Krasimir Anev · Anton Sinapov · Dimitar Gerdzhikov · Vladimir Iliev        | LAP 19:59.9 19:52.2 LAP 0                 | 1+5 2+8 0+0 1+3 0+2 0+2 1+3 1+3 0        |         |
| 17   | 14    | Kazakhstan · Maxim Braun · Vassiliy Podkorytov · Vladislav Vitenko · Roman Yeremin    | LAP 20:13.2 20:55.7 LAP 0                 | 0+5 2+5 0+0 0+1 0+3 0+1 0+2 2+3 0        |         |
| 18   | 15    | Slovakia · Matej Kazár · Tomáš Hasilla · Šimon Bartko · Martin Otčenáš                | LAP 18:42.0 22:04.0 LAP 0                 | 4+6 1+5 0+0 0+0 0+3 1+3 4+3 0+2 0        |         |